# 건달
건달(乾達)은 불교용어 건달바(乾闥婆)에서 유래된 말로, 원래의 뜻은 하는일 없이 빌빌거리며 노는 사내를 일컫는데, 이후에 난봉이나 부리고 다니는 불량한 사람 혹은 폭력을 휘두르며 남을 괴롭히는 사람이라는 뜻으로 확대되어 쓰이고 있다.

## 유래
건달(乾達)은 16세기 문헌에 처음으로 등장하는데, 본래 불교에서 팔부중의 하나로 음악을 맡아보는 신(神)인 간다르바를 한자의 음을 이용해 표기한 중국어 건달바(乾闥婆)에서 유래한 말이다.
건달바는 향을 먹고 사는 신으로 허공을 날아다니면서 노래만 즐기기 때문에, 하는 일 없이 빈둥빈둥 놀거나 게으름을 피우는 짓 또는 그런 사람을 일컬어 건달이라 하게 되었다.

## 비슷한 말

### 백수건달
백수(白手) 혹은 백수건달은 아무것도 가진 것이 없는 빈털터리라는 뜻으로, 깡통만 차지 않았지 거지나 집에서 빈둥대는 사람을 뜻하는 말이다.

### 놈팡이
직업없이 빌빌거리며 노는 사내를 낮잡아 이르는 말이다.

## 같이 보기
- 깡패
- 야쿠자
- 삼합회